# Васильев, Сократ Евгеньевич
Сократ Евгеньевич Васильев (1796—1860) — русский врач, отец О. С. Чернышевской.

## Биография
Родился в 1795 году в семье статского советника Евгения Алексеевича Васильева и его супруги Виктории Матвеевны, француженки по национальности.
Окончил Харьковскую гимназию (1812) и Императорский Харьковский университет со степенью кандидата; 25 марта 1818 года был назначен уездным медиком в Камышин Саратовской губернии. В 1822 году был произведён в штаб-лекари. Помимо этой должности, он заведовал делами ещё в двух уездах губернии: Аткарском (1818—1822 гг.) и Царицынском (1828—1830 гг.).
С 26 июня 1835 года С. Е. Васильев «по прошению его перемещён в Саратовскую удельную контору штатным врачом». В сентябре — октябре 1842 года и июле — сентябре 1843 года он совмещал должность лекаря в семинарской больнице в отсутствие А. Покасовского; 16 ноября 1838 года был произведён в надворные советники. В 1847 году служил в Саратовском удельном имении (конторе, управляющей землями, принадлежащими царской фамилии). Дослужился до чина коллежского советника (1844).
Умер в октябре 1860 года. Портрет С. Е. Васильева в молодости работы неизвестного художника (масло) находится в доме-музее Н. Г. Чернышевского в Саратове. Был крестным отцом П. А. Ровинского.

## Заслуги и награды
На государственной службе был удостоен девяти наград. Сократ Евгеньевич Васильев проявил себя в борьбе с холерой, которая бушевала в те годы в поволжье. За заслуги в борьбе с той страшной эпидемией С. Е. Васильев дважды был отмечен особой милостью царя — «Всемилостивейше награждён бриллиантовым перстнем с хризолитом 1831 года апреля 28». Второй бриллиантовый перстень им получен 18 марта 1834 г. Далее формулярный список С. Е. Васильева заполнен благодарностями и наградами за беспорочную службу. В 1839 году был награждён орденом Св. Станислава 4-й степени; в 1844 году за усердную службу получил золотые часы; 16 мая 1849 года награждён орденом Св. Анны 3-й степени.

## Труды
Сократ Евгеньевич размышлял о причинах большой смертности в сочинении «Суждение о холере, свирепствовавшей в городе Саратове в 1847 году». В том году в Саратовской губернии заболело 32 570 человек, из них умерло 16 166 (93 человека на 10 000 жителей). Ещё больше жизней унесла холера в 1848 году: умерло 29 720 человек, почти каждый второй заболевший (170 человек на 10 000 жителей).

## Семья
Был женат с 1828 года на дочери генерала-лейтенанта К. Ф Казачковского Анне Кирилловне Казачковской, которая родила ему 13 детей, но шестеро из них умерли в младенчестве. Анна Кирилловна была образованной женщиной, получила воспитание в институте, знала французский и немецкий языки. Выйдя замуж за доктора Васильева по воле своего родителя, она всю жизнь высказывала неудовольствие за это на отца, который мог бы составить ей более блестящую партию. Суровая и властная, Анна Кирилловна придерживалась домостроевских правил воспитания, которыми её дети очень тяготились. Дети:
- Ростислав (1830—1885) — военный врач.

- Евгений (1831—1887) — кадровый офицер.

- Ольга (1833—1918) — жена с 1853 года Н. Г. Чернышевского.

- Венедикт (1834—1857) — был учеником Чернышевского, учился в Саратовской гимназии, умер от сильного ожога в возрасте 23 лет.
- Анна — умерла в младенчестве.
- Зинаида — умерла в младенчестве.
- Леонид — умер в младенчестве.
- Зинаида — умерла в младенчестве.
- Мавра — умерла в младенчестве.
- Николай (1841—?) — после смерти отца в 1860 году переехал к сестре Ольге и поступил в Петербургскую гимназию.

- Анна (1842—1866) — в замужестве Малиновская, по словам Н. Г. Чернышевского «это была добрая девушка живого характера», ею был увлечён Н. А. Добролюбов. В 1860-х годах жила в Петербурге на квартире Н. Г. Чернышевского и О. С. Чернышевской и вместе с ними на даче. К этому периоду относится увлечение Н .А. Добролюбова Анной Сократовной, разделенное ею, но закончившееся разрывом по инициативе Ольги Сократовны Чернышевской, которая авторитарно отправила её из столицы обратно в Саратов. Там Анна Сократовна «совершенно неожиданно» вышла замуж за военного телеграфиста Каспара Павловича Малиновского, спасшего её, когда она тонула во время купания в Волге. Она не была счастлива в замужестве с ним и, по рассказам родных, вскоре после рождения дочери Варвары[7], на 25-м году 23 февраля 1866 года покончила жизнь самоубийством.

- Эрминия (Минодора) (1845—1901) — не замужем.